# UIAFA
La Union Internationale Amateur de Football Association (en español: Unión Internacional Amateur de Fútbol Asociación, UIAFA) fue una asociación internacional de federaciones de fútbol nacionales fundada en 1909 con el objetivo de gestionar y desarrollar el fútbol en el mundo.
Originalmente reunió a federaciones francesas, inglesas y bohemias, y se encargó de la organización del Gran Torneo Europeo de 1911, una de las primeras competiciones europeas entre selecciones nacionales, celebrada 49 años antes de la Eurocopa 1960. Dicho campeonato tuvo lugar durante la Exposición Internacional del Norte de Francia en Roubaix, siendo la victoria para la selección de Bohemia.
Aunque rápidamente se extendió a España, Suiza y Bélgica, la UIAFA fue perdiendo influencia poco a poco ante el auge de la Federación Internacional de Fútbol Asociación (FIFA), cesando su actividad en 1912.

## Historia

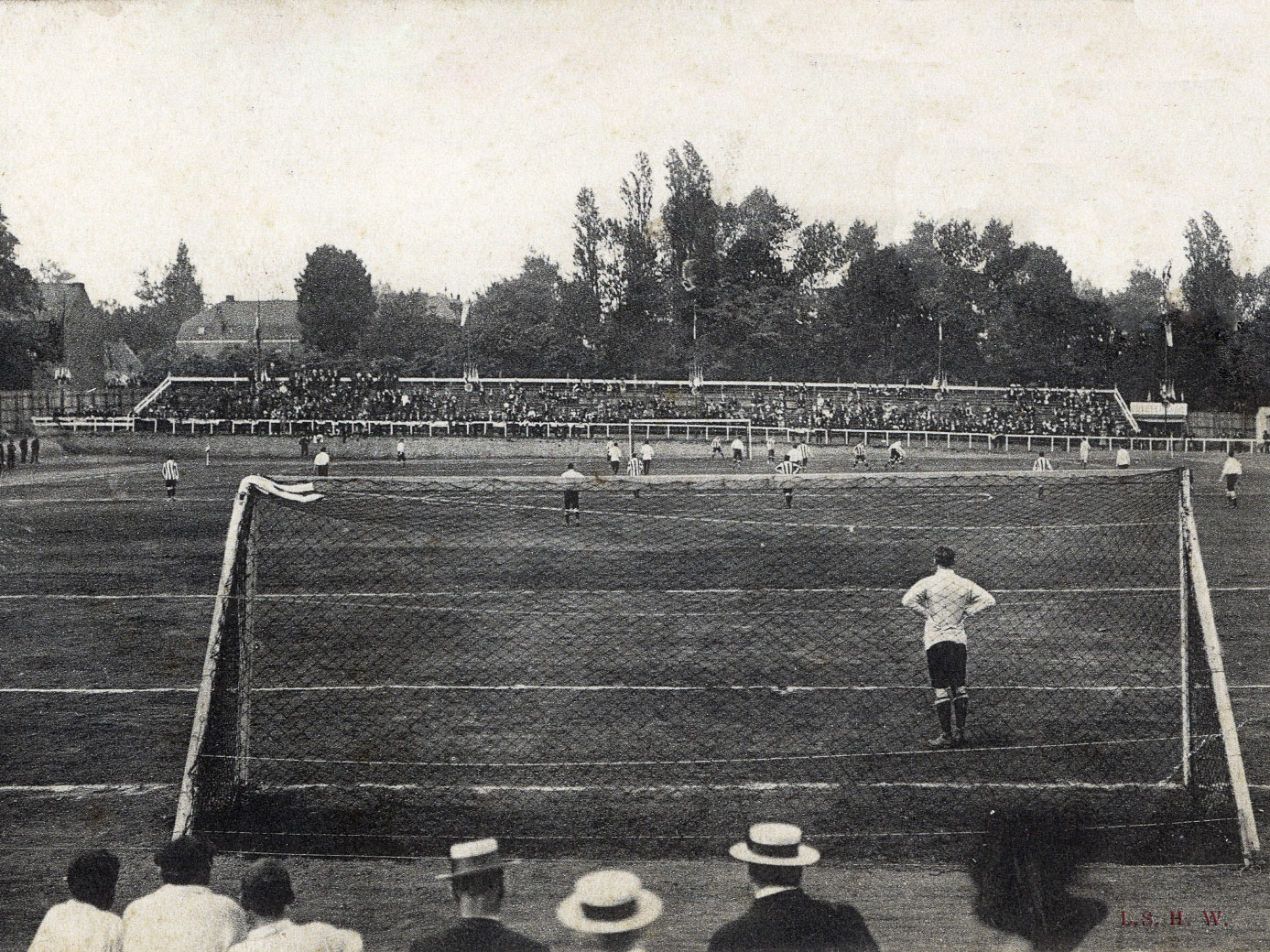
Stadium de Roubaix durante el Gran Torneo Europeo de 1911.

En 1907 se produjo un cisma en el fútbol inglés cuando la Amateur Football Asocciation (AFA) se separó de la Football Association (FA) en el contexto de un conflicto abierto entre el amateurismo y el profesionalismo. La AFA intentó ingresar en la FIFA, pero no fue admitida. En solidaridad, la Union des sociétés françaises de sports athlétiques (USFSA), representante de Francia dentro de la FIFA, abandonó la organización, siendo sustituida por el Comité français interfédéral (CFI).
Por otra parte, en Bohemia se había creado la Český svaz footballový (ČSF; en español: Federación Checa de Fútbol), la cual había ingresado en la FIFA en 1906, pero fue expulsada del organismo internacional el 8 de junio de 1908 durante el congreso celebrado en Viena, a causa de la oposición de la Asociación Austríaca de Fútbol (Österreichischer Fußball-Verband, ÖFV), ya que Bohemia era parte del territorio administrado por Austria dentro del Imperio Austrohúngaro.
Estas tres federaciones no asociadas a la FIFA fundaron la UIAFA (Union internationale amateur de football association), que quedó definitivamente constituida en París el 18 de marzo de 1909. Se nombró al príncipe británico Arturo de Connaught presidente de honor de la organización. El primer presidente fue Victor E. Schneider, que había sido vicepresidente de la FIFA y representaba a los clubs francófonos suizos reacios a renunciar a jugar partidos contra los clubs miembros de la UIAFA. Algunos clubs de segunda categoría de Viena titubearon con unirse, pero finalmente se mantuvieron en la ÖFV. En el congreso de la FIFA celebrado en Budapest en 1909 se prohibió la celebración de partidos entre clubs de sus federaciones miembro y clubs de la UIAFA.
El 15 de octubre de 1909 se unió a la UIAFA la Federación Española de Clubs de Football (FECF), primera federación de ámbito nacional fundada en España y antecesora de la Real Federación Española de Fútbol fundada en 1913. En febrero de 1910 se adhirió la Fédération Belge des Sports Athlétiques (FBSA), una federación rebelde belga, y en el congreso celebrado en enero de 1911 unió a la organización una federación de Suiza, la Ligue Sportive Suisse (LSS) Algunas fuentes indican que también se unieron otra del África Oriental Británica y otra de América del Sur en ese mismo congreso. Ese mismo año la UIAFA celebró el Gran Torneo Europeo de 1911 durante la Exposición Internacional del Norte de Francia celebrada en Roubaix, alcanzado la victoria la selección de Bohemia.
Finalmente, el 28 de mayo de 1911 solicitó su adhesión la Związkiem Footballistów Polskich (ZFP; en español: Asociación de Futbolistas Polacos), una federación formada en la Galitzia austriaca por iniciativa del club polaco Wisła de Cracovia, el cual ya pertenecía a la UIAFA desde diciembre de 1910. Esta federación debería haberse convertido en miembro de pleno derecho en el siguiente congreso de la organización que se llevaría a cabo en Praga en 1912. Sin embargo la organización dejó de dar señales de vida. La USFSA francesa se unió al CFI, reconocido por la FIFA, en diciembre de ese mismo año. En 1913 la FECF española y su escisión la RUECF (Real Unión Española de Clubs de Football) pugnaron por unirse a la FIFA sin éxito, algo que no se lograría hasta la formación de la RFEF ese mismo año. La Amateur FA inglesa se integraría finalmente en la FA en 1914. Por su parte, tras la desintegración del Imperio austrohúngaro y el nacimiento de Checoslovaquia, la ČSF se convirtió en la Federación Checoslovaca de Fútbol (ČSSF; en checo: Československý Svaz Footballový).

## Miembros
- Amateur Football Association (AFA)
- Český svaz footballový (ČSF)
- Union des sociétés françaises de sports athlétiques (USFSA)
- Federación Española de Clubs de Football (FECF)
- Fédération Belge des Sports Athlétiques (FBSA)
- Ligue Sportive Suisse (LSS)
- Związkiem Footballistów Polskich (ZFP)

A las que hay que sumar las federaciones respresentativas del África Oriental Británica y América del Sur que algunas fuentes indican que habrían sido admitidas como nuevos miembros de la UIAFA en el congreso de enero de 1911. Durante ese mismo congreso también se reportó la presencia de una federación austríaca.